# EarthBound
EarthBound, in Japan bekend als Mother 2: Gīgu no Gyakushū (Japans: MOTHER2 ギーグの逆襲, Nederlands: Mother 2 De tegenaanval van Giygas), is een RPG voor de Super Nintendo Entertainment System die uitkwam in 1994. Het spel werd gemaakt door Ape Inc. en HAL Laboratory en uitgebracht door Nintendo. Het is de opvolger van het computerspel Mother, dat enkel in Japan uitkwam.

## Plot

### Personages
EarthBound vindt plaats op de planeet aarde in het jaar 199X in het land Eagleland. In het spel zijn er vier speelbare personages Ness, Paula, Jeff en Poo (de speler kan ze ook een andere naam geven). Ness is de stille protagonist die in het kleine dorpje Onett woont. Paula is een meisje dat in het dorpje Twoson woont waar haar ouders een school runnen. Jeff is de zoon van de beroemde Dr. Andonuts, hij woont in Winters en zit op een kostschool. Jeff is een geboren uitvinder net als zijn vader. Poo is de oudste van de groep en is de kroonprins van Dalaam.

### Verhaal
Het verhaal begint wanneer Ness wakker wordt van een meteoor die vlak bij zijn huis is neergestort. Ness gaat op onderzoek uit met zijn buurjongen Pokey. Wanneer ze bij de meteoor aankomen ontmoeten zij een bij, genaamd Buzz Buzz, die van twintig jaar uit de toekomst komt. Buzz Buzz vertelt dat in de toekomst "universal cosmic destroyer" Giygas de planeet regeert. Buzz Buzz vertelt Ness dat hij op avontuur moet gaan om de "Eight Melodies" te zoeken en zo zijn ware kracht te ontdekken zodat hij Giygas kan verslaan. Tijdens zijn avontuur komt Ness andere kinderen tegen met speciale krachten net zoals hij; PSI of PK genaamd. Tijdens zijn avontuur komt Ness langs allerlei steden en plaatsen om de Eight Melodies te vinden, maar hij komt ook veel vijanden tegen van het leger van Giygas, zoals: Octobots, Mooks, Reactor Robots en de gevaarlijke huurmoordenaar Starman. Ook zullen vriendelijke dieren en mensen hem dwarszitten omdat Giygas hen in zijn macht heeft. Wanneer Ness alle delen van de Eight Melodies heeft gevonden, komt hij aan in een nieuw land, genaamd Magicant, wat bestaat uit de gedachten van Ness. Hij moet zijn innerlijke kwaadaardigheid verslaan om de kracht van de 'Eight Melodies' te ontvangen. Nadat hij de kracht heeft ontvangen, krijgt hij een boodschap dat hij naar Saturn Valley moet. Hier vindt hij een Phase Distorter, die hem naar de locatie van Giygas brengt. Ness ontdekt snel dat Giygas honderden jaren in het verleden de planeet probeert te verwoesten. Daarom moet hij met de Phase Distorter III door de tijd reizen, maar omdat deze machine alle organische wezens vernietigt, worden de zielen van Ness en zijn vrienden getransplanteerd in robots. Uiteindelijk verslaat Ness Giygas en keert de rust terug op de planeet.

## Gameplay
EarthBound heeft veel traditionele RPG-elementen, want de speler bestuurt namelijk een groep van personages die door een tweedimensionale wereld reizen die samengesteld is uit steden, dorpen en grotten. Onderweg moet de speler vechten tegen vijanden die de hem experience points (ervaringspunten) geven als ze worden verslagen. Als een personage genoeg experience points heeft gekregen zal hij of zij een level omhoog gaan. Ook zullen bepaalde skills (vaardigheden) verbeteren als het personage een level omhoog gaat zoals HP, Strength, Defense, en Speed. In plaats van een grote Overworld map zijn in EarthBound alle steden en belangrijke plaatsen met elkaar verbonden via wegen, tunnels en grotten, enzovoort. Ook zullen er geen willekeurige gevechten plaatsvinden als de speler door bijvoorbeeld door een grasveld loopt. In plaats daarvan zijn alle vijanden zichtbaar en als de speler ertegenaan loopt of de vijand tegen de speler aan zal er een gevecht plaatsvinden. Als de speler een bepaald level heeft bereikt of een baas heeft verslagen zullen zwakkere vijanden wegrennen als de speler vlakbij komt. EarthBound maakt gebruik van een turnbased gevechtssysteem. De speler en de vijand zullen om de beurt aanvallen. Tijdens het gevecht worden de HP en PP weergegeven in een Rolling meter waardoor de levens niet meteen nul of een ander getal aangeven maar in plaats daarvan langzaam terugloopt waardoor de speler de tijd heeft om het personage te herstellen voordat de meter op nul staat.

## Ontvangst
| Beoordeeld door    | Platform | Datum             | Score |
| ------------------ | -------- | ----------------- | ----- |
| Legendra           | SNES     | 9 november 2008   | 100%  |
| GamezGeneration    | Wii U    | 26 juli 2013      | 95%   |
| AllRPG             | SNES     | 2001              | 92%   |
| Jeuxvideo.com      | SNES     | 25 november 2011  | 90%   |
| IGN                | Wii U    | 24 juli 2013      | 90%   |
| Nintendo Life      | Wii U    | 19 juli 2013      | 90%   |
| Nintendo Master    | Wii U    | 19 augustus 2013  | 90%   |
| Total! (Duitsland) | SNES     | juli 1995         | 85%   |
| Nintendo Land      | SNES     | 13 september 2003 | 85%   |
| Game Players       | SNES     | juli 1995         | 69%   |

## Trivia
- Het spel is opgenomen in het boek 1001 Video Games You Must Play Before You Die van Tony Mott.
- De eindbaas van het gevecht, Giygas, keert terug uit Mother waardoor hij verslagen werd door Ninten, Lloyd, en Ana.
- In de Japanse versie van EarthBound heeft Ness in Magicant alleen een pet op zonder andere kledingstukken, terwijl hij in de Amerikaanse versie alle normale kledingstukken draagt, behalve zijn pet.
- Tot 2015 was EarthBound het enige spel uit de Mother-serie dat officieel uitgebracht is in een andere taal dan het Japans. In 2015 is Mother uitgebracht in het Engels als EarthBound Beginnings.